# Coppa del Mondo T20 maschile di cricket 2024
La Coppa del Mondo T20 maschile di cricket 2024 sarà la nona edizione del campionato del mondo di cricket in versione Twenty20. Si disputerà tra gli Stati Uniti d'America e le Indie Occidentali Britanniche tra il 1º giugno e il 29 giugno 2024.

## Scelta del paese organizzatore
Nel novembre 2021 l'International Cricket Council (ICC) ha annunciato che questa edizione della coppa del mondo in formato T20 verrà organizzata congiuntamente dalle Indie Occidentali Britanniche e gli Stati Uniti d'America. La federazione di cricket statunitense già in occasione della Coppa del Mondo di cricket 2007 aveva offerto ai paesi caraibici il proprio supporto, ma in quell'occasione l'offerta era stata rifiutata. In questa occasione i due paesi si sono candidati insieme dopo due anni di preparazione e di accordi, parte di un più vasto programma di integrazione tra le due federazioni volto a rendere il cricket più popolare negli USA. L'ICC ha accettato l'offerta dei due paesi proprio con l'intento di sviluppare la disciplina nel paese nordamericano."
Nell'ottobre 2022 l'ICC ha reso noto di aver tolto alla federazione statunitense il proprio ruolo amministrativo nella co-organizzazione del torneo a causa delle continue inadempienze nei protocolli finanziari richiesti dalla federazione mondiale. La United States of America Cricket Association si ritrova in una situazione economica preoccupante con circa 650.000$ di debiti. Tuttavia i tre impianti scelti negli USA sono stati confermati come sede delle partite.

## Formula
La formula cambia radicalmente rispetto a quella delle precedente edizione, stante anche l'aumento dei partecipanti da 16 a 20.
Le squadre sono divise in quattro gruppi da cinque squadre ciascuno, le prime due squadre di ogni gruppo si qualificano alla seconda fase. La seconda fase chiamata Super 8 prevede due gruppi da quattro squadre, anche qui le prime due di ogni gruppo si qualificano per le semifinali incrociate. Le vincenti della semifinale si affrontano nella finale. Non è prevista una finale per il terzo posto.

## Squadre partecipanti
| Metodo di qualificazione                                              | Data                          | Luogo              | Posti | Qualificati                                                                        |
| --------------------------------------------------------------------- | ----------------------------- | ------------------ | ----- | ---------------------------------------------------------------------------------- |
| Organizzatore                                                         | Novembre 2021                 | —                  | 2     | Stati Uniti Indie Occidentali                                                      |
| Coppa del Mondo T20 2022 (Le prime 8 squadre escluso l'organizzatore) | November 2022                 | Australia          | 8     | Australia Inghilterra India Paesi Bassi Nuova Zelanda Pakistan Sudafrica Sri Lanka |
| ICC Men's T20I Team Rankings (Le prime 2 ranking non già qualificate) | 14 novembre 2022              | Varie              | 2     | Afghanistan Bangladesh                                                             |
| Qualificazioni Europa                                                 | 20–28 luglio 2023             | Scozia             | 2     | Irlanda Scozia                                                                     |
| Qualificazioni Asia Orientale-Pacifico                                | 22–29 luglio 2023             | Papua Nuova Guinea | 1     | Papua Nuova Guinea                                                                 |
| Qualificazioni America                                                | 30 settembre – 7 ottobre 2023 | Bermuda            | 1     | Canada                                                                             |
| Qualificazioni Asia                                                   | 30 ottobre – 5 novembre 2023  | Nepal              | 2     | Nepal Oman                                                                         |
| Qualificazioni Africa                                                 | 20 novembre – 1 dicembre 2023 | Namibia            | 2     | Namibia Uganda                                                                     |
| Totale                                                                |                               |                    | 20    |                                                                                    |

## Stadi
Tutte le partite sono state disputate nei seguenti stadi:
| Antigua e Barbuda | Barbados                  | Guyana                                | Saint Lucia                            |                         |
| --- | ------------------------- | ------------------------------------- | -------------------------------------- | ----------------------- |
| North Sound | Bridgetown                | Providence                            | Gros Islet                             |                         |
| Sir Vivian Richards Stadium | Kensington Oval           | Providence Stadium                    | Darren Sammy Cricket Ground            |                         |
| |                           |                                       |                                        |                         |
| Capacità: 10.000 | Capacità: 28.000          | Capacità: 12.000                      | Capacità: 20.000                       |                         |
| Partite: 8 | Partite: 9 (Finale)       | Partite: 6 (Semifinale)               | Partite: 6                             |                         |
| Gros Islet Bridgetown Providence North Sound Port of Spain Kingstown Sedi delle partite nelle Indie Occidentali Britanniche Grand Prairie Lauderhill East Meadow Sedi delle partite negli Stati Uniti d'America |                           |                                       |                                        |                         |
| Trinidad e Tobago | Saint Vincent e Grenadine | Stati Uniti                           | Stati Uniti                            | Stati Uniti             |
| Port of Spain | Kingstown                 | Grand Prairie                         | Lauderhill                             | East Meadow             |
| Queen's Park Oval | Arnos Vale Stadium        | Grand Prairie Stadium                 | Central Broward Park                   | Eisenhower Park Stadium |
| |                           |                                       |                                        |                         |
| Capacità: 20.000 | Capacità: 18.000          | Capacità: 7.000 Espandibile a: 15.000 | Capacità: 20.000 Espandibile a: 40.000 | Capacità: 34.000        |
| Partite: 5 (Semifinale) | Partite: 5                | Partite: 4                            | Partite: 4                             | Partite: 8              |

## Torneo

### Primo Turno

#### Gruppo A

##### Partite
| Data | Luogo | In battuta (nel I innings) | Al lancio (nel I innings) | Risultato |
| ---- | ----- | -------------------------- | ------------------------- | --------- |
|      |       |                            |                           |           |
|      |       |                            |                           |           |
|      |       |                            |                           |           |
|      |       |                            |                           |           |
|      |       |                            |                           |           |
|      |       |                            |                           |           |
|      |       |                            |                           |           |
|      |       |                            |                           |           |
|      |       |                            |                           |           |
|      |       |                            |                           |           |

##### Classifica
| Squadra     | G | V | S | P | NR | NRR | Pts |
| ----------- | - | - | - | - | -- | --- | --- |
| India       | 0 | 0 | 0 | 0 | 0  | 0   | 0   |
| Stati Uniti | 0 | 0 | 0 | 0 | 0  | 0   | 0   |
| Pakistan    | 0 | 0 | 0 | 0 | 0  | 0   | 0   |
| Canada      | 0 | 0 | 0 | 0 | 0  | 0   | 0   |
| Irlanda     | 0 | 0 | 0 | 0 | 0  | 0   | 0   |

#### Gruppo B

##### Partite
| Data | Luogo | In battuta (nel I innings) | Al lancio (nel I innings) | Risultato |
| ---- | ----- | -------------------------- | ------------------------- | --------- |
|      |       |                            |                           |           |
|      |       |                            |                           |           |
|      |       |                            |                           |           |
|      |       |                            |                           |           |
|      |       |                            |                           |           |
|      |       |                            |                           |           |
|      |       |                            |                           |           |
|      |       |                            |                           |           |
|      |       |                            |                           |           |
|      |       |                            |                           |           |

##### Classifica
| Squadra     | G | V | S | P | NR | NRR | Pts |
| ----------- | - | - | - | - | -- | --- | --- |
| Australia   | 0 | 0 | 0 | 0 | 0  | 0   | 0   |
| Inghilterra | 0 | 0 | 0 | 0 | 0  | 0   | 0   |
| Scozia      | 0 | 0 | 0 | 0 | 0  | 0   | 0   |
| Namibia     | 0 | 0 | 0 | 0 | 0  | 0   | 0   |
| Oman        | 0 | 0 | 0 | 0 | 0  | 0   | 0   |

#### Gruppo C

##### Partite
| Data | Luogo | In battuta (nel I innings) | Al lancio (nel I innings) | Risultato |
| ---- | ----- | -------------------------- | ------------------------- | --------- |
|      |       |                            |                           |           |
|      |       |                            |                           |           |
|      |       |                            |                           |           |
|      |       |                            |                           |           |
|      |       |                            |                           |           |
|      |       |                            |                           |           |
|      |       |                            |                           |           |
|      |       |                            |                           |           |
|      |       |                            |                           |           |
|      |       |                            |                           |           |

##### Classifica
| Squadra            | G | V | S | P | NR | NRR | Pts |
| ------------------ | - | - | - | - | -- | --- | --- |
| Indie Occidentali  | 0 | 0 | 0 | 0 | 0  | 0   | 0   |
| Afghanistan        | 0 | 0 | 0 | 0 | 0  | 0   | 0   |
| Nuova Zelanda      | 0 | 0 | 0 | 0 | 0  | 0   | 0   |
| Uganda             | 0 | 0 | 0 | 0 | 0  | 0   | 0   |
| Papua Nuova Guinea | 0 | 0 | 0 | 0 | 0  | 0   | 0   |

#### Gruppo D

##### Partite
| Data | Luogo | In battuta (nel I innings) | Al lancio (nel I innings) | Risultato |
| ---- | ----- | -------------------------- | ------------------------- | --------- |
|      |       |                            |                           |           |
|      |       |                            |                           |           |
|      |       |                            |                           |           |
|      |       |                            |                           |           |
|      |       |                            |                           |           |
|      |       |                            |                           |           |
|      |       |                            |                           |           |
|      |       |                            |                           |           |
|      |       |                            |                           |           |
|      |       |                            |                           |           |

##### Classifica
| Squadra     | G | V | S | P | NR | NRR | Pts |
| ----------- | - | - | - | - | -- | --- | --- |
| Sudafrica   | 0 | 0 | 0 | 0 | 0  | 0   | 0   |
| Bangladesh  | 0 | 0 | 0 | 0 | 0  | 0   | 0   |
| Sri Lanka   | 0 | 0 | 0 | 0 | 0  | 0   | 0   |
| Paesi Bassi | 0 | 0 | 0 | 0 | 0  | 0   | 0   |
| Nepal       | 0 | 0 | 0 | 0 | 0  | 0   | 0   |

## Super 8

### Secondo Turno

#### Gruppo 1

##### Partite
| Data | Luogo | In battuta (nel I innings) | Al lancio (nel I innings) | Risultato |
| ---- | ----- | -------------------------- | ------------------------- | --------- |
|      |       |                            |                           |           |
|      |       |                            |                           |           |
|      |       |                            |                           |           |
|      |       |                            |                           |           |
|      |       |                            |                           |           |
|      |       |                            |                           |           |

##### Classifica
| Squadra     | G | V | S | P | NR | NRR | Pts |
| ----------- | - | - | - | - | -- | --- | --- |
| India       | 0 | 0 | 0 | 0 | 0  | 0   | 0   |
| Afghanistan | 0 | 0 | 0 | 0 | 0  | 0   | 0   |
| Australia   | 0 | 0 | 0 | 0 | 0  | 0   | 0   |
| Bangladesh  | 0 | 0 | 0 | 0 | 0  | 0   | 0   |

#### Gruppo 2

##### Partite
| Data | Luogo | In battuta (nel I innings) | Al lancio (nel I innings) | Risultato |
| ---- | ----- | -------------------------- | ------------------------- | --------- |
|      |       |                            |                           |           |
|      |       |                            |                           |           |
|      |       |                            |                           |           |
|      |       |                            |                           |           |
|      |       |                            |                           |           |
|      |       |                            |                           |           |

##### Classifica
| Squadra           | G | V | S | P | NR | NRR | Pts |
| ----------------- | - | - | - | - | -- | --- | --- |
| Sudafrica         | 0 | 0 | 0 | 0 | 0  | 0   | 0   |
| Inghilterra       | 0 | 0 | 0 | 0 | 0  | 0   | 0   |
| Indie Occidentali | 0 | 0 | 0 | 0 | 0  | 0   | 0   |
| Stati Uniti       | 0 | 0 | 0 | 0 | 0  | 0   | 0   |

### Eliminazione diretta
|  | Semifinali | Semifinali | Semifinali |  |  | Finale | Finale | Finale |  |
|  |            |            |            |  |  |        |        |        |  |
|  |            |            |            |  |  |        |        |        |  |
|  |            |            |            |  |  |        |        |        |  |
|  |            |            |            |  |  |        |        |        |  |
|  |            |            |            |  |  |        |        |        |  |
|  |            |            |            |  |  |        |        |        |  |
|  |            |            |            |  |  |        |        |        |  |
|  |            |            |            |  |  |        |        |        |  |
|  |            |            |            |  |  |        |        |        |  |
|  |            |            |            |  |  |        |        |        |  |

#### Semifinali
| Data           | Luogo | In battuta (nel I innings) | Al lancio (nel I innings) | Risultato |
| -------------- | ----- | -------------------------- | ------------------------- | --------- |
| 26 giugno 2024 |       |                            |                           |           |
| 27 giugno 2024 |       |                            |                           |           |

#### Finale
| Data           | Luogo | In battuta (nel I innings) | Al lancio (nel I innings) | Risultato |
| -------------- | ----- | -------------------------- | ------------------------- | --------- |
| 30 giugno 2024 |       |                            |                           |           |